# Митама
Јапанска реч митама ((御魂・御霊・神霊, часни дух) односи се на дух камиа или душу мртве особе . Састоји се од два лика, од којих је први, ми (御, частан), једноставно почасни. Друго, тама (魂 ・ 霊) значи "дух". Знаковни пар 神 霊, који се такође чита митама, користи се искључиво да би се односио на дух камиа. Значајно је да је израз митамаширо (御 魂 代, митама представник) синоним шинтаиа, објекта који у шинтоистичком храму чува камиа. Ране јапанске дефиниције митаме, које су касније развили многи мислиоци попут Мотори Норинаге, тврде да се она састоји од неколико "душа", релативно независних једна од друге. Најразвијенија је ичиреи шикон (一 霊 四 魂), шинто теорија према којој се дух (霊 魂 реикон) и камиа и људских бића састоји од једног духа и четири душе. Четири душе су ара-митама (荒 御 霊 ・ 荒 御 魂, непристојна душа), ниги-митама (和 御 霊 和 御 魂, хармонична душа), саки-митама (幸 御 魂, срећна душа) и куши-митама (奇 御 霊 ・ 奇 御 魂, чудесна душа). Према теорији, свака од душа које чине дух има свој карактер и функцију; све оне постоје истовремено, међусобно се допуњујући. У Нихон Шоки-у, ками Онамучи се заправо сусреће са његовим куши-митамом и шики-митама, али их ни не препознаје. Чини се да четворица имају различите значаје, а различити мислиоци су различито описали своју интеракцију.

## Ара-митама и ниги-митама
Ара-митама је груба и насилна страна духа.Прво појављивање камиа је било као ара-митама, која се мора умирити одговарајућим обредима смиривања и обожавати тако да се ниги-митама може појавити. Ниги-митама је нормално стање камиа, његова функционална страна, док се ара-митама појављује у време рата или природних катастрофа. Ове две душе се обично сматрају супротностима, а Мотори Норинага је веровао да остале две нису само аспекти ниги-митаме. Ара-митама и ниги-митама су у сваком случају независни чинилци, толико да се понекад могу засебно уписати на различитим локацијама и у различитим шинтаима. На пример, храм Сумијоши у Шимоносекију садржи ара-митаму Сумијоши камиа, док Сумијоши-Таиша у Осаки садржи ниги-митаму. Исе храм има под-светилиште названо Арамацури-но-мија, а обухвата Аматерасуину ара-митаму. Ацута-џингу има сешу која се зове Ичи-но-мисаки Џинђа због ара-митаме и маша која се зове Тосу-но-јаширо због своје ниги-митаме. Није дошло до засебног учвршћивања митаме камиа након што су рационализација и систематизација шинтоизма покренута Меиџи рестаурацијом.

## Саки-митама
Ово је душа благослова и благостања. У сцени Нихон Шокија, ками Онамучи је описан у разговору са сопственом саки-митамом и куши-митамом. У шинтоизму такође постоји идеја да је то душа која доноси добре жетве и улове. Међутим, Мотори Норинага и други сматрају да ово није само функција ниги-митаме.

## Куши-митама
Чудесна душа" која се појављује заједно са саки-митама, пружајућом душом, која је снага која стоји иза жетве. Сматра се да има мистериозне моћи, да изазива трансформације и може да лечи болести. 

## Митама фестивал
Широко прослављени шинто фестивал мртвима у Јапану, посебно у светишту Јасукуни. Обично средином јула.